# شوالیه‌های هالیوود
شوالیه‌های هالیوود (به انگلیسی: The Hollywood Knights) فیلمی محصول سال ۱۹۸۰ و به کارگردانی فلوید موتراکس است. در این فیلم بازیگرانی همچون رابرت وول، تونی دنزا، فرن درشر، میشل فایفر، استوارت پنکین، دبرا فیوئر، گلن ویترو، گری گراهام و گایلارد سارتاین ایفای نقش کرده‌اند.